# Březín
Březín (německy Wirschin) je vesnice, část obce Nečtiny v okrese Plzeň-sever v Plzeňském kraji. Nachází se asi dva a půl kilometru jihozápadně od Nečtin. Prochází jím silnice II/201. Březín je také název katastrálního území o rozloze 12,04 km². V katastrálním území Březín leží i Jedvaniny.

## Historie
První písemná zmínka o vesnici pochází z roku 1321.

## Obyvatelstvo
Při sčítání lidu v roce 1921 zde žilo 409 obyvatel (z toho 206 mužů) Německé národnosti, z nichž byli čtyři židé a ostatní římští katolíci. Podle sčítání lidu z roku 1930 měla vesnice 391 obyvatel německé národnosti. Kromě jednoho evangelíka a pěti židů se hlásili k římskokatolické církvi.
| Rok            | 1869 | 1880 | 1890 | 1900 | 1910 | 1921 | 1930 | 1950 | 1961 | 1970 | 1980 | 1991 | 2001 | 2011 | 2021 |
| -------------- | ---- | ---- | ---- | ---- | ---- | ---- | ---- | ---- | ---- | ---- | ---- | ---- | ---- | ---- | ---- |
| Počet obyvatel | 407  | 668  | 615  | 423  | 415  | 409  | 391  | 218  | 185  | 125  | 101  | 76   | 84   | 81   | 78   |
| Počet domů     | 66   | 76   | 77   | 79   | 77   | 75   | 78   | 46   | 46   | 41   | 37   | 44   | 52   | 52   | 52   |

## Obecní správa
Při sčítání lidu v letech 1869–1950 Březín byl samostatnou obcí, se kterým patřil nejprve do okresu Kralovice, ale v roce 1950 v okrese Plasy. Od roku 1960 je částí obce Nečtiny v okrese Plzeň-sever. V letech 1869–1890 k obci patřil Leopoldov a v letech 1869–1950 také Jedvaniny.

## Pamětihodnosti
- Původně gotický kostel svatého Bartoloměje v letech 1722–1725 zcela přestavěný v barokním slohu.
- Soubor zděných patrových statků
- Pekelný vrch byl asymetrický čedičový kužel (603 m n. m.)[10] asi jeden kilometr jihozápadně od Březína, na kterém v minulosti stával hrad Březín ze 13. století. Celý kopec byl odtěžen kamenolomem.

## Galerie

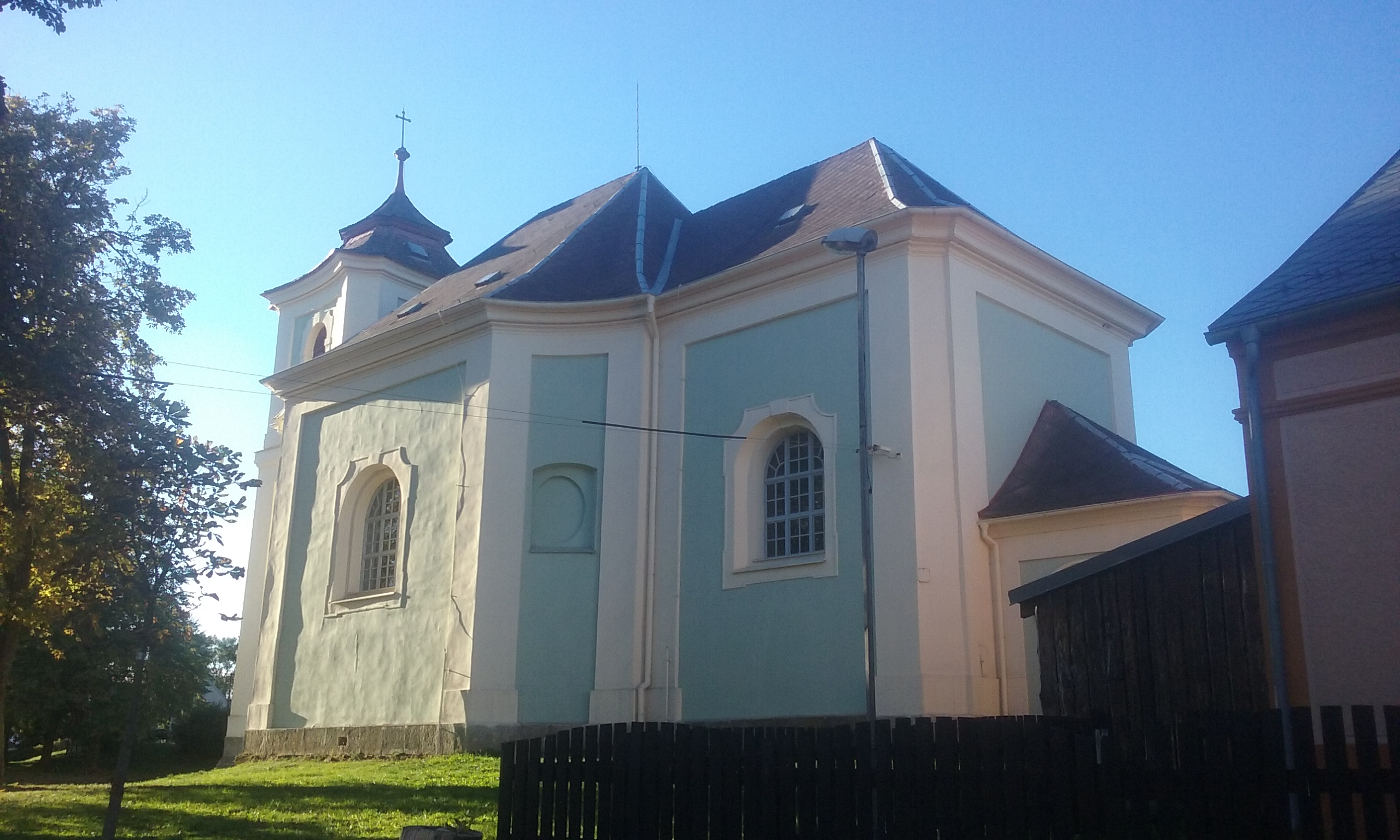
Kostel svatého Bartoloměje
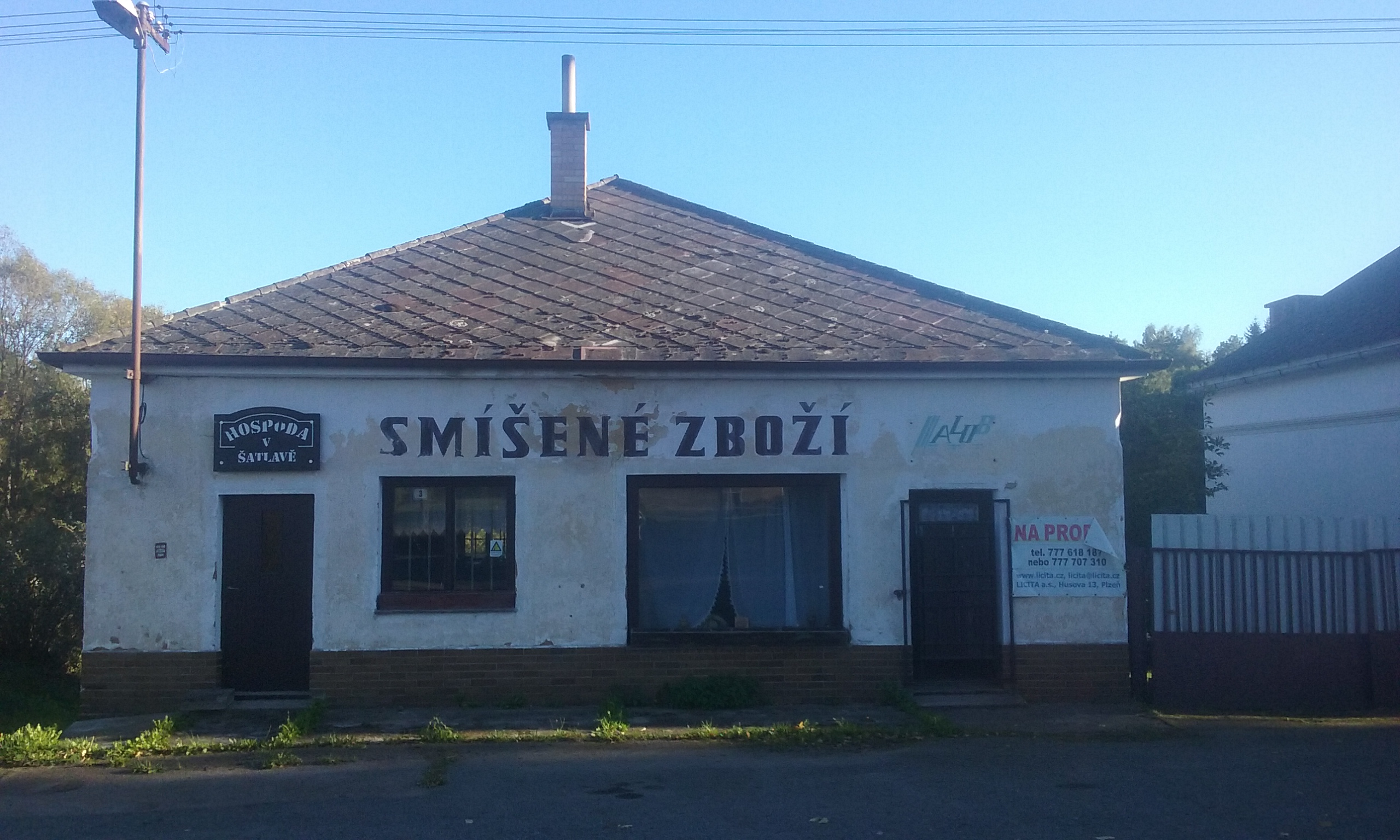
Smíšené zboží
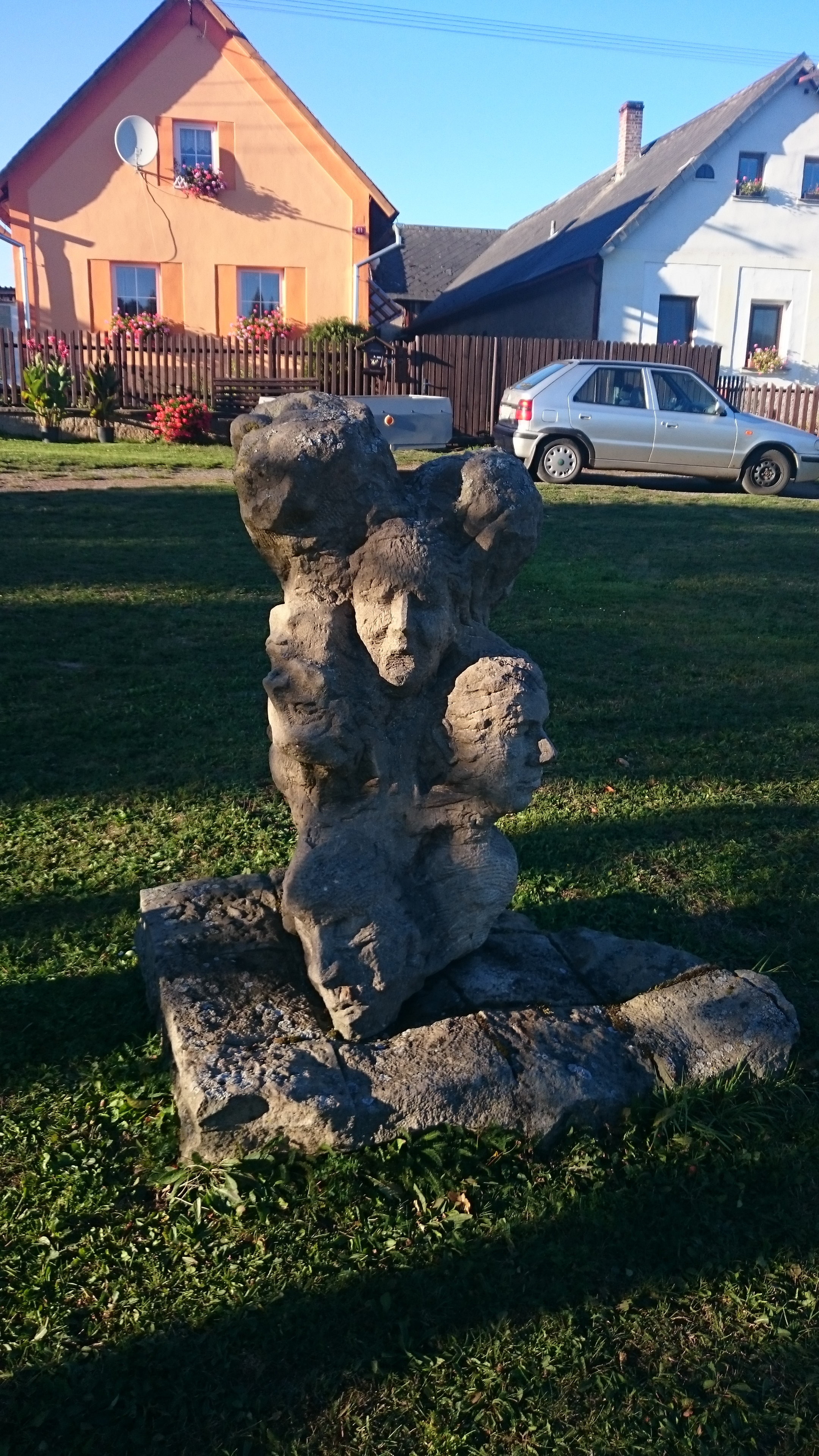
Socha na návsi
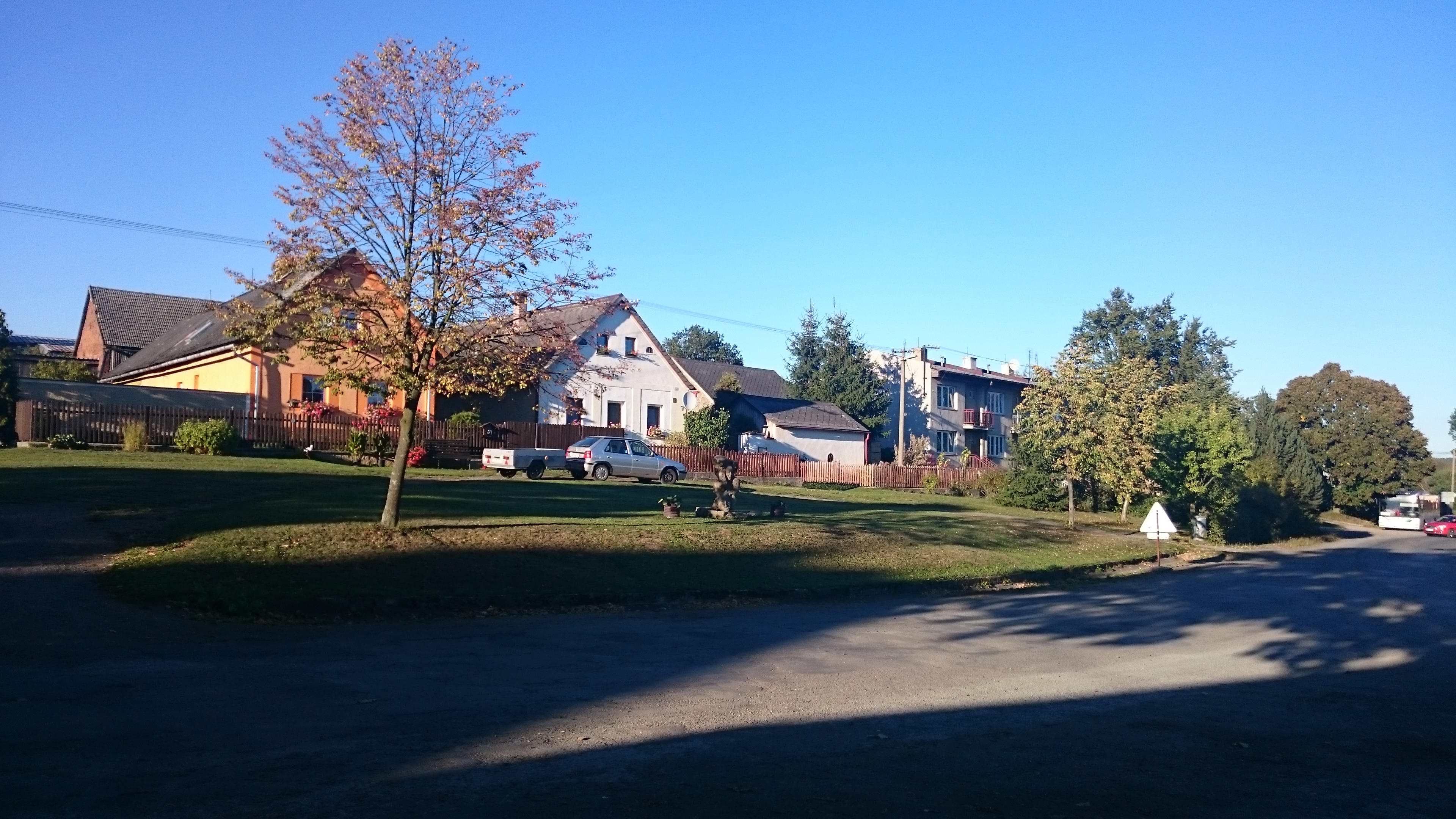
Náves